# Гиперэллиптическая поверхность
Гиперэллиптическая или биэллиптическая поверхность — это поверхность, морфизм Альбанезе которой является эллиптическим расслоением. Любая такая поверхность может быть записана как факторгруппа произведения двух эллиптических кривых по конечной абелевой группе.
Гиперэллиптические поверхности образуют один из классов с размерностью Кодайры 0 в классификации Энриквеса — Кодайры.

## Инварианты
Размерность Кодайры равна 0.
Ромб Ходжа:
|   |   | 1 |   |   |
|   | 1 |   | 1 |   |
| 0 |   | 2 |   | 0 |
|   | 1 |   | 1 |   |
|   |   | 1 |   |   |

## Классификация
Любая гиперэллипическая поверхность является фактором {\displaystyle (E{\times }F)/G}, где {\displaystyle E=\mathbf {C} /\Lambda }, F — эллиптические кривые, а G — подгруппа группы F (действующая на F переносами). Существует семь семейств гиперэллиптических поверхностей.
| Порядок K | {\displaystyle \Lambda }                               | G                                                                           | Действие G на E                                                     |
| --------- | ------------------------------------------------------ | --------------------------------------------------------------------------- | ------------------------------------------------------------------- |
| 2         | Любая                                                  | {\displaystyle \mathbf {Z} /2\mathbf {Z} }                                  | {\displaystyle e\rightarrow -e}                                     |
| 2         | Любая                                                  | {\displaystyle \mathbf {Z} /2\mathbf {Z} \oplus \mathbf {Z} /2\mathbf {Z} } | {\displaystyle e\rightarrow -e,e\rightarrow e+c,-c=c}               |
| 3         | {\displaystyle \mathbf {Z} \oplus \mathbf {Z} \omega } | {\displaystyle \mathbf {Z} /3\mathbf {Z} }                                  | {\displaystyle e\rightarrow \omega e}                               |
| 3         | {\displaystyle \mathbf {Z} \oplus \mathbf {Z} \omega } | {\displaystyle \mathbf {Z} /3\mathbf {Z} \oplus \mathbf {Z} /3\mathbf {Z} } | {\displaystyle e\rightarrow \omega e,e\rightarrow e+c,{\omega }c=c} |
| 4         | {\displaystyle \mathbf {Z} \oplus \mathbf {Z} i}       | {\displaystyle \mathbf {Z} /\mathbf {Z} }                                   | {\displaystyle e\rightarrow ie}                                     |
| 4         | {\displaystyle \mathbf {Z} \oplus \mathbf {Z} i}       | {\displaystyle \mathbf {Z} /4\mathbf {Z} \oplus \mathbf {Z} /2\mathbf {Z} } | {\displaystyle e\rightarrow ie,e\rightarrow e+c,ic=c}               |
| 6         | {\displaystyle \mathbf {Z} \oplus \mathbf {Z} \omega } | {\displaystyle \mathbf {Z} /6\mathbf {Z} }                                  | {\displaystyle e\rightarrow -{\omega }e}                            |

Здесь {\displaystyle \omega } — первообразный кубический корень из 1, а i — примитивный корень 4-й степени из 1.

## Квазигигиперэллиптические пространства
Квазигигиперэллиптическое пространство — это поверхность, канонический дивизор которого численно эквивалентен нулю, отображение Альбанезе отображает в эллиптическую кривую, а все его слои являются рациональными кривыми с каспами. Они существуют только в характеристиках 2 или 3. Их второе число Бетти равно 2, второе число Чженя равно нулю, как и голоморфная эйлерова характеристика. Классификацию провели Бомбиери и Мамфорд, которые нашли шесть случаев в характеристике 3 (в этом случае 6K= 0) и восемь случаев в характеристике 2 (в этом случае равно нулю 6K или 4K).
Любая квазиэллиптическая поверхность является фактором {\displaystyle (E-F)/G}, где E — рациональная кривая с одним каспом, F является эллиптической кривой, а G является конечной групповой подсхемой группы F (действующей на F переносами).